# Tatankaceratop
El tatankaceratop (Tatankaceratops) és un gènere de dinosaure ceratop trobat als estrats del Cretaci superior de Dakota del Sud, Estats Units. L'espècie tipus és Tatankaceratops sacrisonorum.